# Brain Dead 13
Brain Dead 13 — интерактивный фильм, разработанный ReadySoft и выпущенный для DOS в 1995 году. Позже был портирован на Playstation, CDi, Sega Saturn и другие приставки[какие?].
8 октября 2010 года BrainDead 13 была выпущена для iOS. Эта версия имеет возрастной рейтинг 12+.

## Игровой процесс
Игра представляет широкие возможности для исследования мира. Игрок должен быстро реагировать на события, чтобы избежать смерти; однако в случае неудачи у игрока есть бесконечное число повторных попыток.

## Сюжет
Молодого компьютерщика Лэнса вызывают починить компьютер в страшном ветхом замке. Починив большой суперкомпьютер, Лэнс узнает о дьявольском плане захвата мира. Вскоре Лэнса начинает преследовать Фриц, психотический слуга доктора Неро Неврозиса, главного злодея истории.
Игрок должен провести Лэнса через замок, победить доктора Неврозиса и сбежать.

## Восприятие
| Русскоязычные издания | Русскоязычные издания |
| Издание               | Оценка                |
| --------------------- | --------------------- |
| «Страна игр»          | 5 из 5 (3DO)          |

Игра получила неоднозначные оценки критиков. Одни критики сочли дизайн игры плохим, игровой процесс основанным на методе проб и ошибок, загадки нелогичными, качество звука и анимации недостаточным. Обозреватель журнала Electronic Gaming Monthly, напротив, отметил яркую и чёткую графику, а также юмор игры. На сайте WorldVillage игра названа шедевром в своем жанре.